# Argenteiro
Argenteiro es una localidad perteneciente al municipio de Vega de Valcarce en la comarca leonesa de El Bierzo. Se encuentra ubicado al oeste de la capital municipal, cerca del límite provincial entre León y Lugo, a menos de un kilómetro de la localidad lucense de Rubiais y a una altitud aproximada de 1100 metros. Su población, en 2013, es de once habitantes. Administrativamente, forma, junto al despoblado de La Treita, una única Entidad Local Menor.

## Historia
En 1834, cuando se realizó en España la primera división del territorio nacional en partidos judiciales, quedó adscrito al partido judicial de Villafranca del Bierzo. En 1966 se suprimió el partido judicial de Villafranca del Bierzo y pasó a estar adscrito al partido judicial de Ponferrada.
En 1858 contaba con la categoría de aldea y 76 habitantes.

## Transporte y comunicaciones
La carretera LE-4101 comunica Argenteiro con Las Herrerías de Valcarce y con la provincia de Lugo.